# Охровусач червоний
Охровуса́ч черво́ний (Pyrrhidium sanguineum) — вид жуків з родини вусачів.

## Поширення
За своєю хорологією P. sanguineum належить до групи пан'європейських видів європейського зооґеографічного комплексу. Ареал виду охоплює Європу, Кавказ, частково Малу Азію, Близький Схід.
У Карпатах P. sanguineum зустрічається, здебільшого, в передгірних районах, а на південно-західному макросхилі заходить в буковий пояс. Приурочений до передгірних дубових лісів. Вид широко розповсюджений на Закарпатті. 

## Екологія
Екологічно P. sanguineum схожий на види роду Плосковусач: імаґо не відвідують квітів, є афагами, трапляються на стовбурах дерев, в купах дров на зрубах тощо. Розвиток личинок відбувається в деревині листяних порід, особливо дуба, який є основним. 

## Морфологія

### Імаго

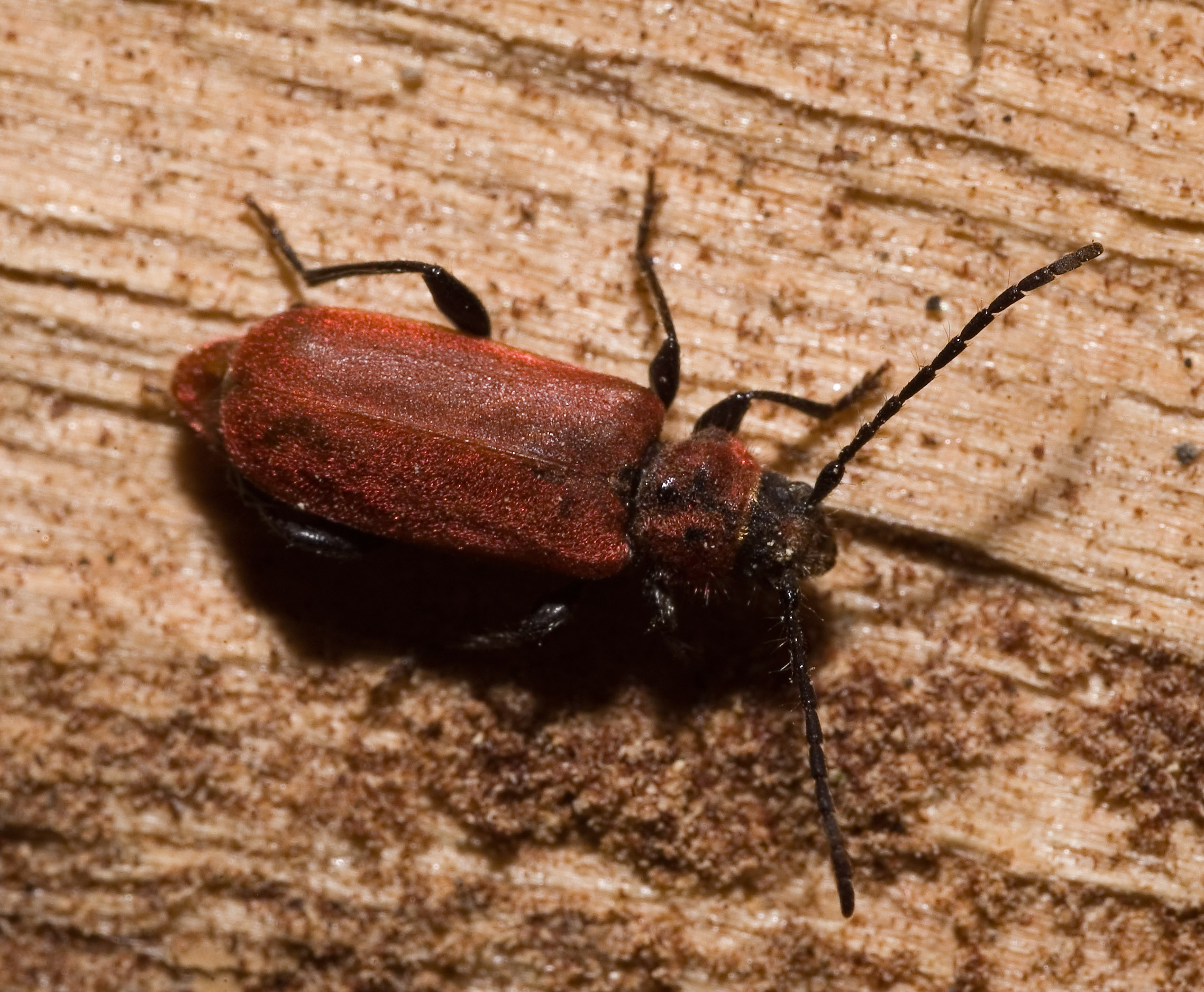
Самка Охровусача червоного

Цей вид – це невеликі за розміром жуки, довжина їх тіла коливається в межах 8-17 мм. Передньоспинка на краях розширена у вигляді широкого кута, на диску має низку горбиків та нерівностей. Тіло темного, часто буро-рудого кольору, передньоспинка, надкрила і вся верхня частина вкрита дрібними дуже густими вогненно-червоними волосками, які приховують загальну скульптуру тіла.

### Личинка
Личинка характеризується різко вираженими поздовжніми боріздками на передньому краї гіпостому. Основа пронотуму вкрита дуже дрібними поздовжніми боріздочками і однією більшою на середині. Ноги дуже малі. В більшості ознак личинка схожа з такими ж роду Callidium.

## Життєвий цикл
Життєвий цикл триває 2 роки.

## Охорона
Підлягає охороні на території міста Києва